# Каранда, Константин Ионович
Константин Ионович Каранда — советский хозяйственный и политический деятель.

## Биография
Родился в 1911 году в Изюме. Член КПСС с 1939 года.

Участник Великой Отечественной войны: заместитель командира 109-го стрелкового полка по политчасти, агитатор политодела 74-й стрелковой дивизии, заместитель командира 496-го стрелкового полка 148-й стрелковой дивизии по политчасти
В 1954—1960 гг. — первый секретарь Николаевского горкома КП Украины.
В 1960—1961 гг. — председатель Николаевского горисполкома.
Умер после 1985 года в Николаеве.

## Награды
- Орден Красного Знамени (05.11.1943, 14.03.1945, 22.05.1945)
- Орден Отечественной войны I степени (23.12.1985)
- Орден Отечественной войны II степени (24.09.1943)
- Орден Трудового Красного Знамени (1960)[2]
- Орден Красной Звезды (17.02.1943)